# عمر دالي
عمر دالي (بالإنجليزية: Omar Daley)‏ (مواليد 25 أبريل 1981 في كينغستون) لاعب كرة قدم جامايكي دولي يجيد اللعب في خط الوسط . يلعب حاليا لصالح نادي برادفورد سيتي الإنجليزي منذ 2007 .

## روابط خارجية
- عمر دالي على موقع الاتحاد الدولي (مؤرشف)  (الإنجليزية)
- عمر دالي على موقع قاعدة بيانات كرة القدم.إي يو (الإنجليزية)
- عمر دالي على موقع ناشيونال فوتبول تيمز (الإنجليزية)
- عمر دالي على موقع Soccerbase.com (لاعب) (الإنجليزية)
- عمر دالي على موقع Soccerway.com (الإنجليزية)
- عمر دالي على موقع عالم كرة القدم.نت (الإنجليزية)
- عمر دالي على موقع كووورة